# Jan Červený (architekt)
Jan Červený (uměleckým jménem Kazimír Lupinec; * 14. dubna 1976 Slaný) je kladenský architekt, herec a scenárista Divadla V.A.D. Kladno.

## Realizace
- centrum obce Zákolany
- návsi v Braškově a části této obce Valdek

v Kladně
- park lesík u hřbitova
- 2006: revitalizace Sítenského údolí
- 2010: rekonstrtukce interiéru secesní budovy bývalého Okresního domu z roku 1910, od roku 1954 sídla Středočeské vědecké knihovny
- 2017: rekonstrukce Parku Zoologická s keramickými sochami zvířat od Alexandry Koláčkové

## Divadelní role
ve hrách Divadla V.A.D.
- Rozmarné léto – Antonín Důra
- Rozpaky zubaře Svatolpuka Nováka – MUDr. Svatopluk Novák
- Tajemný VAD v Karpatech – Orfanik
- Utrpení knížete Sternenhocha – Císař Wilhelm II
- Fe-érie o Kladně – Venca
- Píseček – Karel
- Krvavý román – Režisér
- Sága rodu Rassini – Carlo Rassini
- Hotel Infercontinental – Vedoucí
- Harila aneb 4 z punku a pes – Karl Heinz
- Charmsovy pašije – Jan Zdeňkovič Červený
- Vagón Vagónovič – Michail Berlioz, nakladatel
- Upokojenkyně – Vlastimil Vrbička
- Valérie a týden divů – Misionář
- Válka s mloky – Mlok
- ÚL – Zdeněk Švarc